# Louis Le Barbier (1862-1934)
Pour les articles homonymes, voir Louis Le Barbier et Le Barbier.
Louis Le Barbier est un avocat, journaliste, explorateur, écrivain et administrateur de sociétés français né en 1862 à Dieppe et mort en 1934 à Paris.

## Biographie
Né à Dieppe le 8 janvier 1862, il est le fils de Florentin-Edmond Le Barbier (1828-1893), notaire honoraire à Dieppe et de Claire Desrotours Fanneau de La Touche (1835-1935). Il vit à Dieppe jusqu’à son adolescence, puis déménage vers 1877 avec ses parents et sa sœur Alice (1867-1958) au château du Meux, près de Compiègne, que sa grand-mère maternelle Jeanne-Valérie Poulain de la Bigne (1806-1890) vient de recevoir en héritage.

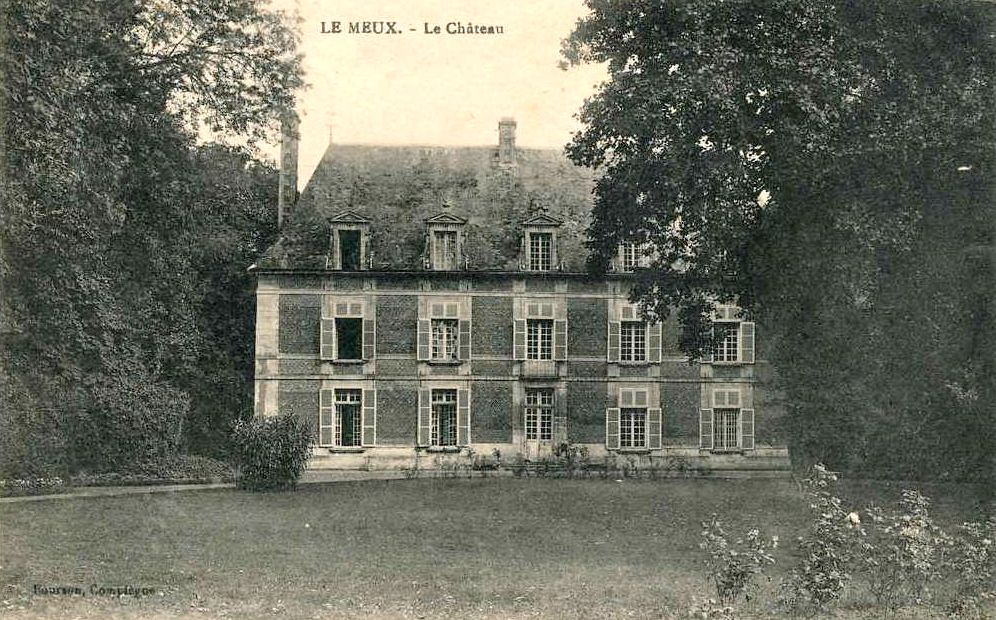
Le château du Meux au début du XXe siècle.

Ce petit château de style Louis XIII, construit en 1637, appartient à la famille maternelle de Louis Le Barbier depuis 1791. Dans un petit livre publié en 1909 sur un épisode de l’histoire du Meux, il écrit que 7 générations des siens sont venus au monde ou ont vécu dans ce château. Son arrière-grand-père Alexandre-Robert-Marie Poulain de la Bigne (1770-1864) fut d’ailleurs une personnalité locale, comme maire du Meux de 1807 à 1831 puis adjoint et ensuite maire de Compiègne de 1839 à 1846.
Louis Le Barbier fera de ce château sa résidence principale pendant près d’un quart de siècle. Lui et sa famille quitteront cette belle propriété pour s’installer à Compiègne en 1900, au moment où il commence à entreprendre de longs et fréquents voyages en Afrique. Le château sera vendu le 16 mars 1908 à la comtesse Béatrix Henriette Louise Marie Brunet d'Evry (née Foy).
Après des études au lycée Condorcet, Louis Le Barbier obtient une licence en droit à la Faculté de Paris et devient avocat à la cour d’appel de la capitale, où il exerce durant quelques années.
Il épouse Marie-Marthe Gervais (1867-1926) à Paris le 7 mars 1887. De cette union naitra leur fille unique Suzanne (1888-1977), qui entrera dans les ordres en 1910 au couvent des Bénédictines de la rue Monsieur, à Paris.
En 1890, il publie son premier ouvrage : De la déchéance en matière de brevets d'invention, en collaboration avec Auguste Plocque (1860-1908), avocat inscrit comme lui au barreau de Paris.
En 1892 (il a 30 ans), il abandonne le droit et s’intéresse au journalisme et à la politique. De conviction catholique et libérale, il s’investit dans les actions de la Ligue Populaire pour la revendication des libertés publiques, destinée à œuvrer pour la défense de la religion sur le terrain libéral et démocratique, fondée et dirigée par Gaston David, père du député Robert David et beau-frère du président de la République Sadi Carnot.
Il se présente aux élections municipales de mai 1892 et est élu au Meux. Il succède ainsi à son père qui faisait partie du conseil municipal du Meux durant les 3 précédentes mandatures.
Lors des élections cantonales de juillet 1892, il présente sa candidature dans le canton d’Estrées-Saint-Denis (arrondissement de Compiègne) dont fait partie Le Meux, mais il est battu.
C’est à cette époque qu’il devient directeur politique du journal L’Avenir national, puis quelques mois plus tard directeur politique du journal Le Pays, chargé par ses actionnaires d’en faire un journal républicain libéral.
Gaston Calmette écrit un long article en première page du Figaro sur ce changement à la tête du Pays, que l'on peut lire ici.
Louis Le Barbier reste à la direction du Pays jusqu’en février 1894, date à laquelle il est remplacé. Ses articles sont publiés presque quotidiennement en première page de ce journal de juillet 1892 à août 1894.
En 1895, il se consacre à la rédaction d’un nouveau livre dont le sujet principal est Victor-Claude-Alexandre Fanneau de La Horie, général d’empire ayant participé à la conspiration Malet contre Napoléon Bonaparte en octobre 1812. Ce livre ne sera publié que 9 ans plus tard, en 1904.
L’intérêt de Louis Le Barbier pour le général de La Horie a une origine familiale. En effet, son grand-père maternel, Adolphe-Théodore-Antoine Desrotours Fanneau de La Touche (1803-1859), était le petit-fils de Marie-Catherine Fanneau de La Horie, tante du général. Il était aussi le fils adoptif de Marie-Charlotte-Perrine Fanneau de La Touche, cousine germaine du général.
De 1896 à 1899, Louis Le Barbier est rédacteur dans différents journaux : Le petit Moniteur, L’Univers Illustré, La Géographie, la Revue générale internationale scientifique, littéraire et artistique, etc.
En 1900 et 1901, il est chargé de deux missions d’études successives en Guinée et dans le Haut Sénégal Niger. Cette découverte de l’Afrique va changer le cours de sa vie professionnelle : durant les 3 décennies qui suivront, il consacrera une grande partie de son travail à des sujets en rapport avec les colonies françaises de l’Afrique de l’Ouest.
En 1902, il est nommé directeur général d’une société française faisant du commerce au Soudan Français (sans doute la Société Niger-Soudan) et s’installe à Bamako. C’est à cette époque qu’il explore la vallée du Niger à la recherche d’exploitations aurifères indigènes. En avril 1902, il dépose à Conakry deux demandes d’autorisation de recherches minières en Guinée française, l’une au nom de la Société Niger-Soudan, l’autre personnelle.

Mission d'exploration de centres aurifères indigènes en Haute-Guinée
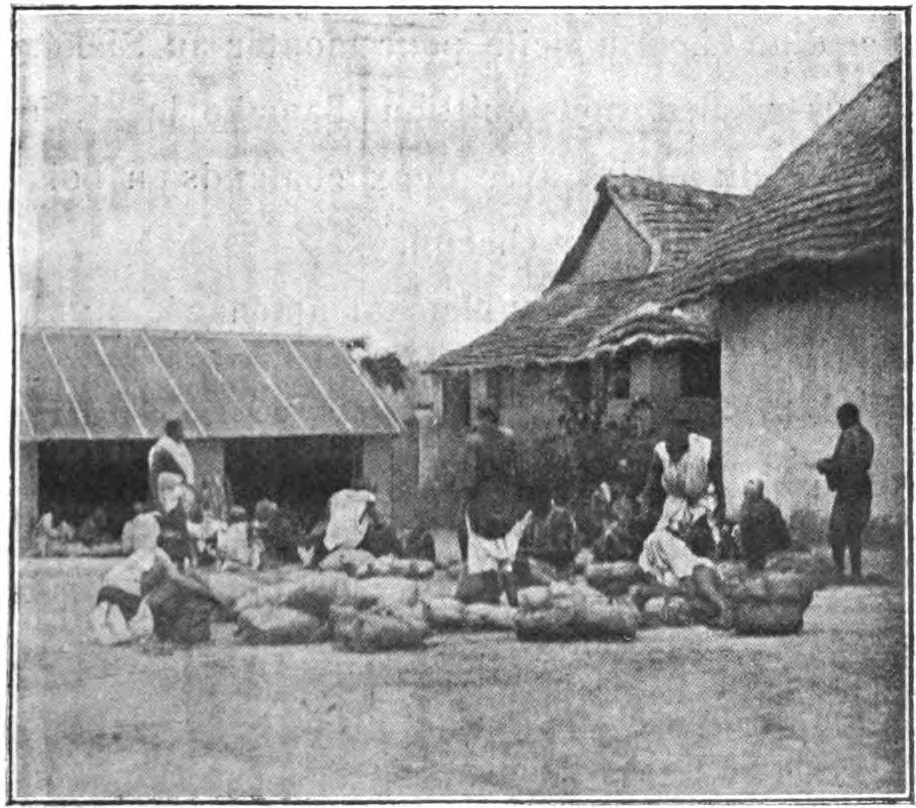
Porteurs à Bamako
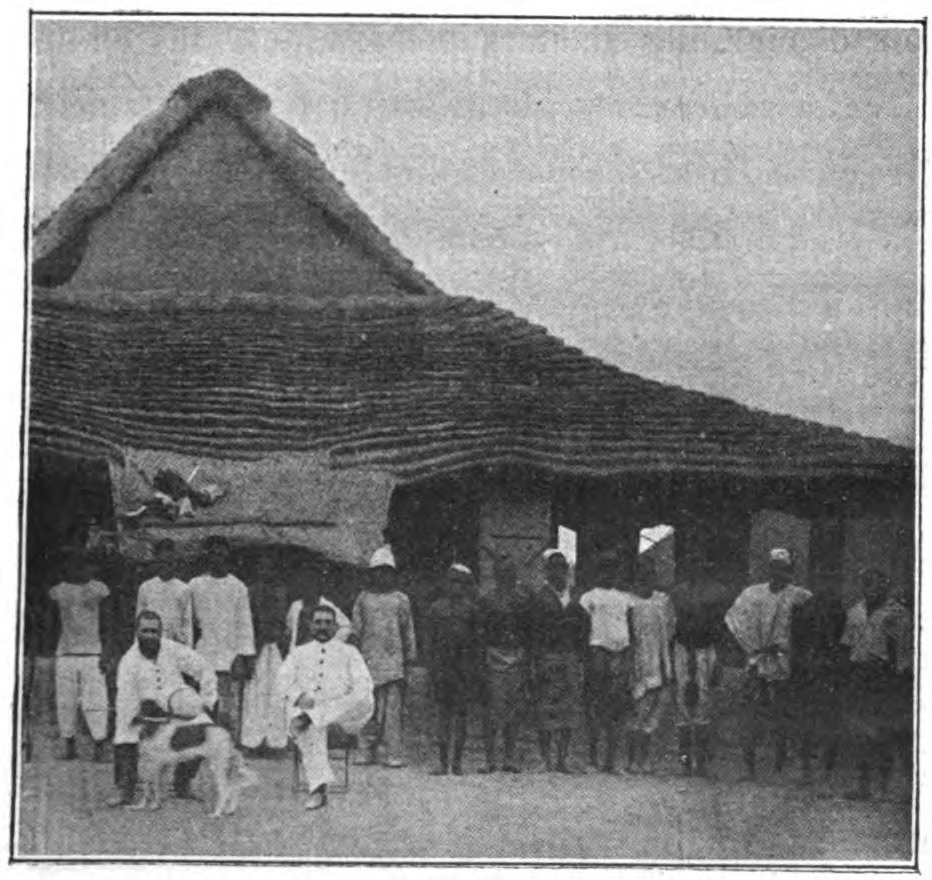
Avant le départ
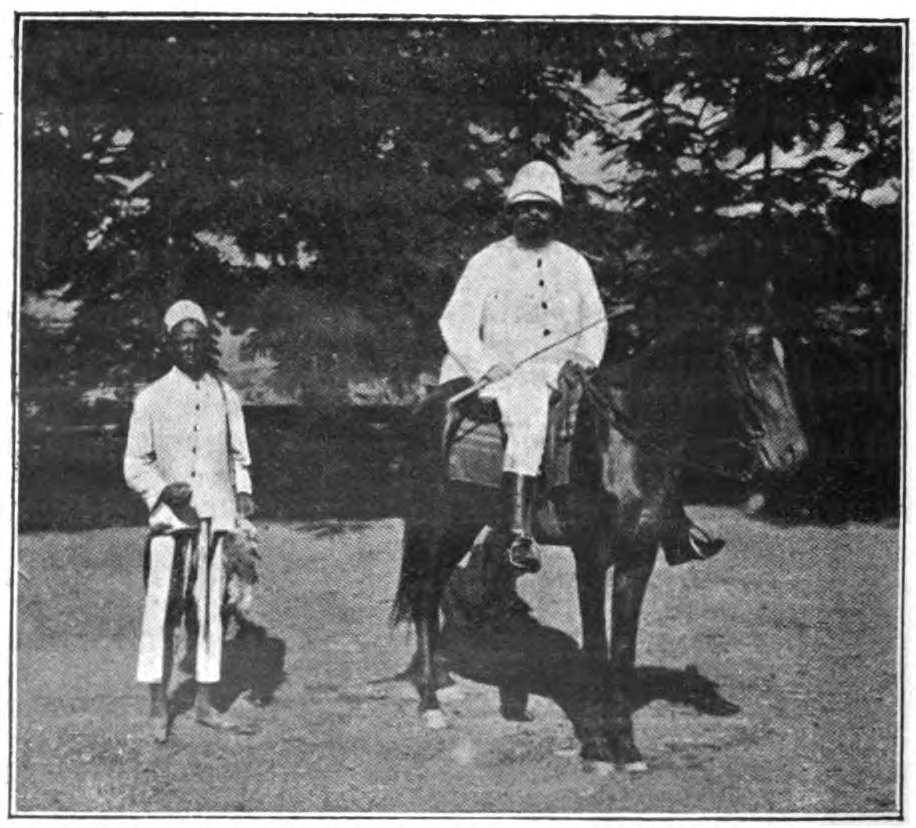
Louis Le Barbier
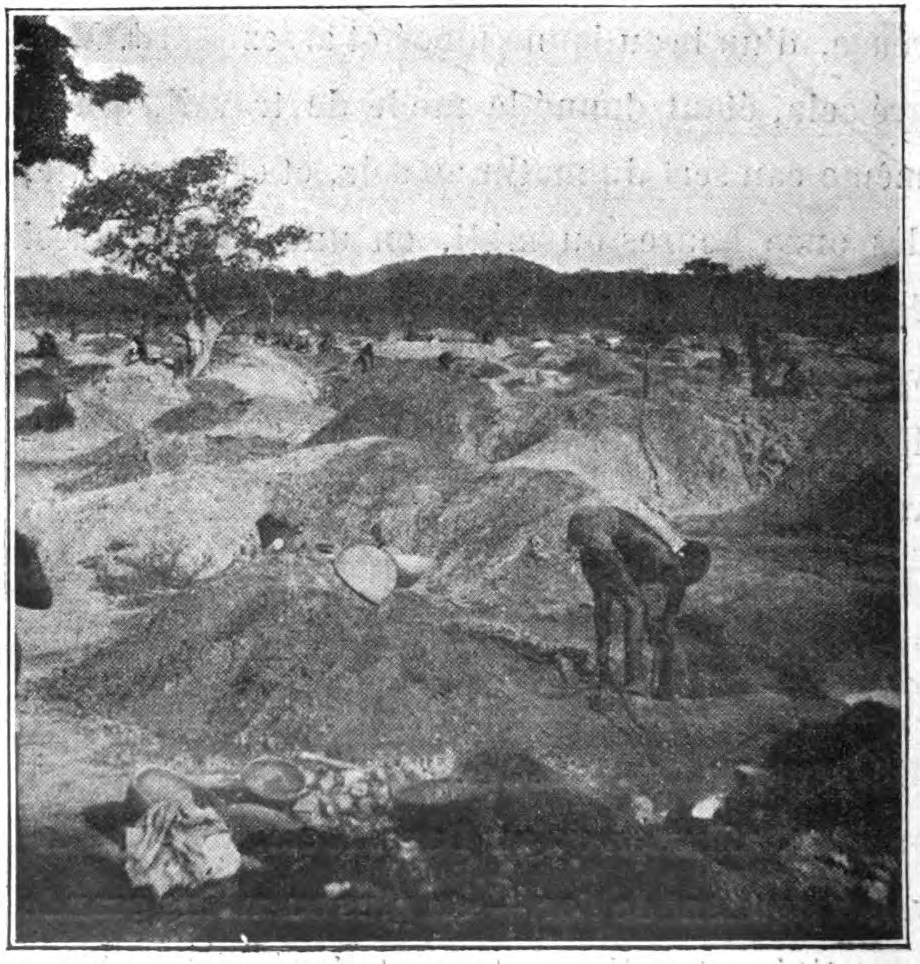
Exploitation aurifère

De retour en France en 1903, il retrouve sa famille à Compiègne (au 17 de la rue d’Alger, devenue rue Fournier-Sarlovèze en 1937) et se remet à l’écriture. Durant l’année 1904, il publie quatre livres chez Dujarric : La vallée du Moyen Niger et de la Haute Guinée, dans lequel il met en avant les ressources agricoles et industrielles de cette région du Soudan français ; Dans la haute guinée (journal de route), dans lequel il raconte son exploration de centres aurifères indigènes au nord-est de la Guinée ; Le Général de La Horie (1766-1812), qui reprend le contenu de son manuscrit de 1895 ; La dernière bêtise, son premier roman de mœurs.
Les trois premiers rencontrent un certain succès, en particulier Le Général de La Horie, salué par la critique dans de nombreux journaux et revues littéraires de l’époque (L’Aurore, Le Temps, Le Radical, Le Petit Parisien, La Liberté, Mercure de France, etc…). Son roman, par-contre, est un échec.
C’est à cette époque (dès 1903) que Louis Le Barbier se rapproche de Gabriel Bonvalot, ex-explorateur en Asie Centrale et fondateur du Comité Dupleix, organisation ayant pour but principal d'attirer l'attention sur les colonies, de les faire mieux connaître et de préparer à la vie coloniale les Français susceptibles de devenir colons. Il s’implique dans les actions du comité, participe à ses conférences et rédige de nombreuses chroniques dans La France de Demain, bulletin périodique de l’organisation. De 1903 à 1919, il publiera ainsi près de 120 articles dans cette revue mensuelle sur des sujets aussi variés que l’agriculture, le commerce, l’industrie, les colonies, certains faits historiques, la politique nationale et internationale et bien-sûr la guerre entre 1914 et 1918. Il en sera même le rédacteur en chef durant quelques mois entre fin 1919 et début 1920.
Entre 1903 et 1912, Louis Le Barbier écrit de nombreux articles dans une douzaine de journaux et revues périodiques (liste présentée plus bas). Entre 1906 et 1909 il publie aussi chez Dujarric neuf opuscules de 15 à 70 pages sur différents sujets historiques, la plupart reproduisant ses écrits dans La France de Demain. Parmi ces opuscules, deux sont consacrés aux frères du général de La Horie : Le premier, Ce que pensaient les fonctionnaires du Premier Empire, évoque les tracasseries administratives subies après la conspiration Malet par Ismaël de La Horie, jeune frère du général, simplement parce qu’il était "le frère de". Le second, Notes sur la campagne de Russie en 1812 par un officier de la Grande Armée raconte les ennuis subis par un autre de ses frères, Michel de La Horie, qui a vu sa carrière militaire brisée pour les mêmes raisons.
C’est aussi entre 1903 et 1912 que Louis Le Barbier tente de s’enrichir par l’exploitation des centres aurifères de la Haute-Guinée qu’il a explorés en 1902. En 1903, il continue comme l’année précédente à déposer des demandes de permis de recherches minière à Conakry. En novembre 1907 il participe à la création de la Société Minière Niger-Guinée, comme actionnaire et administrateur. Son objet principal est la mise en valeur des droits apportés à la société pour la recherche, l'extraction et l’exploitation de tous minerais dans tous pays et notamment dans la région de l'Afrique Occidentale (Niger-Guinée).
En décembre 1909, il devient administrateur de la Société de Recherches Minières de l’Afrique Occidentale, qui vient d’être constituée et dont l’objet est aussi lié à l’exploitation de permis de recherche minière. En avril 1910, il fonde la Société Minière de Kémon dont l’objet est l’exploitation aurifère à Kémon (cercle de Satadougou-Niger). Il en est l’un des administrateurs et aussi l’actionnaire principal avec plus de 600.000 Francs investis. Mais la société rencontre rapidement des difficultés techniques et financières et doit cesser son activité au bout de 3 ans. Après cet échec, il cessera de s’intéresser à l’or de Guinée.
En janvier 1912, Louis Le Barbier devient collaborateur du journal Les Annales Coloniales, dans lequel il écrira en moyenne 2 à 3 articles par mois. Cette collaboration cessera au début de la guerre mais reprendra en 1926 jusqu’à son décès en février 1934.
En septembre 1913, il fonde la Société d'Etudes Industrielles et Agricoles de la Côte d'Ivoire et de la Côte Occidentale d'Afrique, dont l’objet est l’étude et la mise en valeur de toutes opérations industrielles, agricoles et commerciales à la Côte d’Ivoire, dans les possessions européennes de la côte occidentale d’Afrique et au Maroc.
En novembre 1913 il quitte la France, accompagné de son ami le comte Guy de Fayolles, pour une mission d'étude commerciale et agronomique en Côte d'Ivoire. Ce voyage est parrainé par le Comité Dupleix et dure environ 3 mois et demi.
C'est à la suite de ce voyage, en 1914, qu’il publie chez Emile Larose la 1ère édition de son nouveau livre La Côte d'Ivoire : agriculture, commerce, industrie, questions économiques, préfacé par Gabriel Bonvalot. Cette 1ère édition est aujourd’hui introuvable.
C’est aussi au retour de ce voyage, en mai 1914, qu’il fonde avec Guy de Fayolles la Société Française de Pêcheries de la Côte d’Ivoire. Les deux hommes font partie des cinq administrateurs de la société, mais il est probable qu’elle n’ait jamais pu démarrer ses activités en raison de la guerre.
Au début des hostilités, Louis Le Barber se trouve chez lui à Compiègne lorsque l’armée allemande prend possession de la ville, le 31 août 1914. En l’absence du maire Robert Fournier-Sarlovèze, mobilisé, il fait partie d’un petit groupe de notables qui tentent d’administrer la ville tout en répondant aux exigences de l’envahisseur. À la suite d’un tir visant un éclaireur allemand, lui et le baron Henri de Seroux, premier adjoint, sont retenus comme otages et menacés d’être fusillés en cas de nouvel incident. Ils seront libérés 3 jours plus tard et l’armée allemande quittera la ville le 12 septembre.
Louis Le Barbier raconte l’occupation de Compiègne ainsi que ses 3 jours de captivité dans un livre publié en 1915 chez Emile Larose : Les Allemands à Compiègne, Septembre 1914, Journal d'un otage.
En 1916, il publie une deuxième édition de La Côte d'Ivoire : agriculture, commerce, industrie, questions économiques, toujours chez Emile Larose. C’est cette édition que l’on retrouve aujourd’hui dans de nombreuses bibliothèques. Dans la première partie de ce livre sont évoqués différentes questions économiques, telles que l'aménagement du territoire, la pêche, l'agriculture, etc. La deuxième partie est essentiellement axée sur la politique indigène exercée par la France en Côte d'Ivoire et sur les questions sociales qui se posent dans ce pays.
C’est vers cette époque qu’il quitte Compiègne pour s’installer définitivement à Paris. Son adresse de résidence devient le 54 rue St-Lazare (Paris 9), qui était déjà celle du siège de ses deux entreprises créées en 1913-1914 et qui en sera de même avec les sociétés et syndicats qu’il sera amené à diriger les années suivantes.
En 1918, il publie Études africaines : Les Bambaras, Mœurs, Coutumes, Religions chez Emile Larose. Il s’agit d’une réédition de son livre de 1906 : Étude sur les populations Bambaras de la vallée du Niger, à quelques détails près.
Après la guerre, Louis Le Barbier qui s’intéresse depuis longtemps aux plantes textiles et à leur culture (ses nombreux écrits sur le sujet dans les journaux et dans ses livres le montrent), s’investit dans les opérations de différents syndicats et sociétés liés à la production linière et chanvrière en France et dans les colonies. Son intérêt pour cette industrie a sans doute une origine familiale : son oncle Jules-Rodolphe Audresset (1827-1904), beau-frère de sa mère, était le propriétaire et dirigeant d’une entreprise de textile florissante à Louviers : les établissements Audresset.
Il devient ainsi président du conseil d’administration de la société Les Industries Linières et Chanvrières, président du Syndicat de Production Linière et Chanvrière de France et des Colonies , président du Syndicat des Rouisseurs Teilleurs. Il fait aussi partie du conseil d’administration de la Société Linière des Pyrénées et s’implique dans les travaux du Comité Linier de France.
De 1921 à 1925, il fait partie du jury du concours d'arracheuses mécaniques de lin, qui se déroule près de Lille,,.  Il reçoit la décoration du mérite agricole comme président du Syndicat de Production Linière et Chanvrière de France et des Colonies, avec le grade de Chevalier le 22 février 1921, puis Officier le 9 février 1927.
Louis Le Barbier s’intéresse aussi au Maroc dont le développement économique connait une forte expansion. En juin 1919, il participe à la formation de l’Association Française Le Maroc, créée sous les auspices du Comité Dupleix. L’objet de cette association est de favoriser le développement économique de ce protectorat. Son président est Gabriel Jouneau, Louis Le Barbier en est le Secrétaire Général. Les deux hommes se connaissent bien, étant tous les deux rédacteurs dans La France de Demain (Le Barbier depuis 1903 et Jouneau depuis 1911). Entre 1922 et 1925, cette association publiera une revue périodique, La Revue du Maroc et de l’A.O.F., dans laquelle Louis Le Barbier écrira régulièrement.

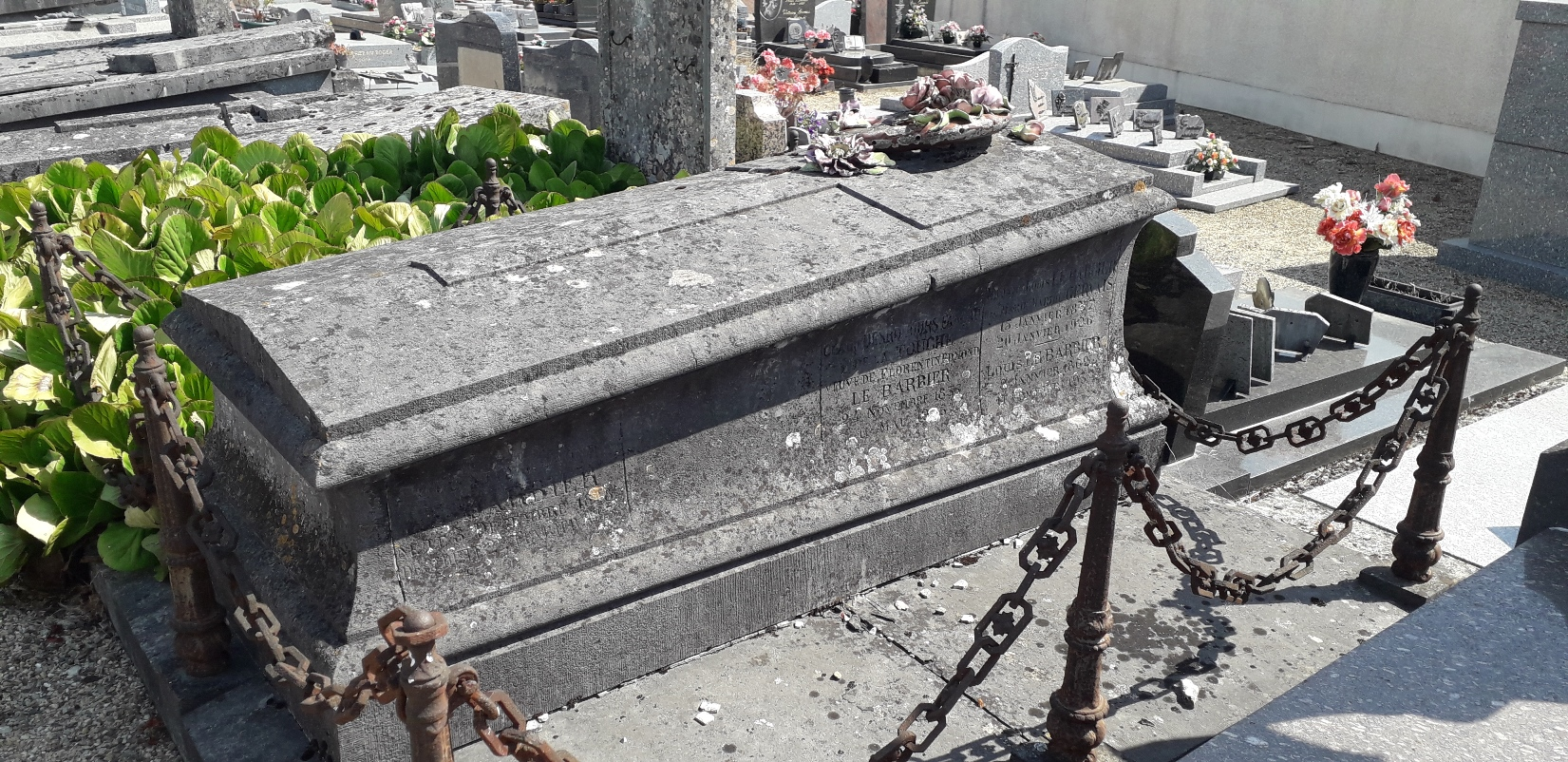
Sépulture familiale de Louis Le Barbier au cimetière du Meux.

De 1919 à 1934, il se rend ainsi fréquemment au Maroc, pour des séjours de parfois plusieurs mois.
En 1923, il est vice-président de la Société de cultures industrielles au Maroc, dont le siège est à Casablanca.
Fin 1926, il reprend sa collaboration avec Les Annales Coloniales. La grande majorité de ses écrits dans ce journal concerne des sujets d’agriculture dans les colonies et au Maroc en particulier. Fin 1927, il publie un nouveau livre chez J. Gamber : Le Maroc Agricole, dans lequel il présente de manière détaillée les différentes ressources agricoles du protectorat.
Entre 1927 et 1931 (dates exactes inconnues), il est administrateur délégué de la Société Sénégalaise de Cultures Late-Mengué, aux côtés de Gabriel Jouneau qui fait aussi partie des administrateurs de la société. 
En 1931, il est nommé Commissaire chargé de transformer en Société Anonyme la SCS G. Jouneau, entreprise d’imprimerie lithographique dont son ami Gabriel Jouneau est l’actionnaire principal.
C’est au retour d’un séjour de 2 mois au Maroc, fin janvier 1934, que Louis Le Barbier, très fatigué, est hospitalisé. Il meurt le 11 février 1934, à 72 ans, dans les locaux de la Société des Cliniques du Pont Neuf, au 60 rue Violet (Paris 15). Il est enterré au cimetière du Meux, dans la même sépulture que son épouse, ses parents et son arrière-grand-père Alexandre-Robert-Marie Poulain de la Bigne.

## Publications - Livres
- 1890 - De la déchéance en matière de brevets d'invention (Coauteur: Auguste Plocque) - Éditions Larose et Forcel.
- 1904 - La vallée du Moyen Niger et la Haute Guinée - Éditions Dujarric.
- 1904 - Dans la Haute Guinée (journal de route) - Éditions Dujarric.
- 1904 - Le Général de la Horie (1766-1812) - Éditions Dujarric.
- 1904 - La dernière bêtise - Éditions Dujarric.
- 1906 - Etude sur les populations Bambaras de la vallée du Niger - Éditions Dujarric.
- 1906 - Petites Pages d'Histoire : Ce que pensaient les fonctionnaires du Premier Empire - Éditions Dujarric. Livre introuvable en 2020.
- 1906 - Petites Pages d'Histoire : Episodes de l'invasion de 1814 et 1815 - Éditions Dujarric.
- 1906 - Petites Pages d'Histoire : Episodes de la Révolution de 1830 - Éditions Dujarric.
- 1906 - Notes sur la campagne de Russie en 1812 par un officier de la Grande Armée (Le Ct Michel de la Horie) - Éditions Dujarric.
- 1907 - Petites Pages d'Histoire : Une abbaye d'autrefois (St-Corneille à Compiègne) - Éditions Dujarric.
- 1907 - Petites Pages d'Histoire : L'instruction publique et les assemblées de la première révolution - Éditions Dujarric. Livre introuvable en 2020.
- 1909 - Petites Pages d'Histoire : Une commune de l'Oise pendant l'invasion de 1814-1815 - Éditions Dujarric.
- 1909 - L'or dans la vallée du Sénégal - Éditions Dujarric.
- 1909 - Evelyne Lobster - Éditions Dujarric. Livre introuvable en 2020.
- 1914 - La Côte d'Ivoire : agriculture, commerce, industrie, questions économiques (1ère édition, introuvable en 2020) - Éditions Emile Larose.
- 1915 - Les Allemands à Compiègne, Septembre 1914, Journal d'un otage - Éditions Emile Larose.
- 1916 - La Côte d'Ivoire : agriculture, commerce, industrie, questions économiques (2ème édition) - Éditions Emile Larose.
- 1918 - Etudes africaines: Les Bambaras, Moeurs, Coutumes, Religions - Éditions Emile Larose.
- 1927 - Le Maroc Agricole - Éditions J. Gamber.

## Publications - Journaux et Revues
Louis Le Barbier a travaillé comme journaliste avec de nombreux journaux et revues périodiques durant toute sa vie.
La période de collaboration connue est indiquée entre parenthèses ci-dessous.
- L'Avenir National (avant 07.1892)
- Le Pays (de 07.1892 à 11.1894)
- Le Petit Moniteur (entre 1894 et 1900)
- L'Universel Illustré (entre 1894 et 1900)
- La Géographie (entre 1894 et 1900)
- Revue Générale Internationale (10.1896)
- La Dépêche Coloniale (1903 ou 1904)
- La France de Demain (de 05.1903 à 12.1919)
- La Liberté (de 08.1903 à 09.1912)
- Les Intérêts Economiques de la France Coloniale (06.1904)
- La Revue du Palais (09.1904)
- La Grande Revue (03.1905)
- Gil Blas (04.1905)
- L'Eclair (de 06.1905 à 01.1906)
- La Quinzaine (de 07.1905 à 01.1907)
- La Revue Hebdomadaire (11.1905)
- L'Europe Politique et Littéraire (1906)
- La Revue Européenne
- L'Echo de Paris
- Le Correspondant (12.1911)
- Les Annales Coloniales (de 01.1912 à 02.1934)
- Bulletin Mensuel du Comité Linier de France (05.1922)
- La Revue du Maroc et de l'A.O.F. (de 03.1923 à 03.1924)
- Les Annales Coloniales - Ed. Illustrée (02.1930)
- La Revue Normande (de 10.1932 à 01.1933)